# 横山聡 (弁護士)
横山 聡（よこやま さとる、1961年3月14日 - ）は、日本の弁護士（登録番号：23647）。第二東京弁護士会副会長、自由法曹団東京支部事務局長などを歴任した。

## 経歴
1961年生まれ。長崎県出身。長崎県立長崎東高等学校を経て東京大学文科一類（法学部）に進学し、合唱部の柏葉会に所属。ルネサンス音楽の造詣を深める。1994年に弁護士登録し第二東京弁護士会に所属。
- 1994年4月 - 2000年3月　人権擁護委員
- 1996年4月 - 1997年3月　常議員
- 2004年4月 - 2008年3月　司法修習委員
- 2006年4月 - 2012年3月　研修センター委員
- 2011年4月 - 2013年3月　憲法問題検討委員会委員
- 2012年4月 - 2013年3月　憲法問題検討委員会副委員長
- 2013年4月 - 2014年3月　第二東京弁護士会副会長
- 2014年4月 - 2015年3月　日本弁護士連合会常務理事、常議員、憲法問題検討委員会委員長

## 活動・主張
- 民事訴訟ではアスベスト訴訟、トンネル塵肺訴訟、原爆症認定訴訟などに継続的に取り組む[2]。
- 経済効果に疑問が残るなどとしてオリンピックの東京招致に反対していた[3]。2020年の東京開催が決定したのちは「2020年オリンピック・パラリンピックを考える都民の会」共同代表を務め、コスト削減等に関して引き続き要求・提言を行っていくとしている[4][5]。
- ストップ・リニア訴訟弁護団事務局長を務め、リニア新幹線工事の認可取り消しを求めている[6]。
- 安保関連法制は違憲であると主張している[7]。

## 人物
- 趣味は読書。特にSFを好む[8]。
- テノール歌手の横山剛は実弟[要出典]。